# 愛宕 (東京都港區)
愛宕（日语：／ Atago */?）是東京都港區的地名。現行行政地名為愛宕一丁目與二丁目。2013年（平成25年）7月1日為止的地區人口為506人。過去包含了芝愛宕町、芝愛宕下町等町，範圍比現行的愛宕一、二丁目更廣。

## 概要
區内大部分為愛宕山。愛宕山與東京都道301號白山祝田田町線（愛宕下通）之間的低地為密集住宅區，再開發的愛宕綠丘現在坐落於此。

## 歷史
江戶時代以愛宕山為中心，除北端的武家地外多是寺院地。北起為真福寺、長久院、真養院、玉藏院、藥師寺、鏡照院、滿藏院、壽桂院、普賢院、金剛院，愛宕山参道沿途有圓福寺、吟窗（宗）院、考壽（光樹）院、傳叟（宗）院、清岸院與其他小寺院，接著為青松寺、青龍寺。現在真福寺、青松寺、青龍寺仍存在，考壽院、清岸院、傳叟院遷往愛宕内。另外，主要街道稱為愛宕下広小路、北街道稱為鎧小路、南街道稱為切通。
- 1870年（明治3年）5月－愛宕山周邊的武家地、寺社地設立芝愛宕町。
- 1872年（明治5年）－芝愛宕町與周邊的武家地、寺社地合併設立芝愛宕町一至三丁目。另外，愛宕下通相鄰的武家地設立新的芝愛宕下町一至四丁目。
- 1878年（明治11年）－隨著芝區的成立，芝愛宕町與芝愛宕下町劃入芝區。
- 1911年（明治44年）5月1日－町名省略「芝」，改為愛宕町、愛宕下町。
- 1932年（昭和7年）－因關東大地震後的重建與地區調整，愛宕町二丁目部分地區與愛宕町三丁目編入田村町。另外，愛宕下町除了四丁目部分地區，編入新橋。
- 1947年（昭和22年）－芝區與赤坂區、麻布區合併成立港區。町名再次冠上「芝」，更名為東京都港區芝愛宕町、芝愛宕下町。
- 1965年（昭和40年）7月1日－實施住居表示（日语：住居表示），芝愛宕町二丁目的剩餘地區改劃入西新橋。
- 1972年（昭和47年）1月1日－隨著住居表示的實施，芝愛宕下町四丁目的剩餘地區改劃入芝大門。
- 1978年（昭和53年）1月1日－隨著住居表示的實施，芝愛宕町一丁目與芝西久保廣町的部分地區劃為現行的愛宕一、二丁目。

### 地名由來
源自櫻田鄉內的「愛宕山」。

## 住居表示實施前後的町名變遷
| 實施後       | 實施年月日               | 實施前（各町名部分地區）             |
| ------------ | ------------------------ | ------------------------------------ |
| 愛宕一丁目   | 1978年（昭和53年）1月1日 | 芝愛宕町一丁目                       |
| 愛宕二丁目   | 1978年（昭和53年）1月1日 | 芝愛宕町一丁目、芝西久保廣町         |
| 西新橋三丁目 | 1965年（昭和40年）7月1日 | 芝愛宕町二丁目等（詳細參見西新橋）   |
| 芝大門一丁目 | 1972年（昭和47年）1月1日 | 芝愛宕下町四丁目等（詳細參見芝大門） |

## 地區内的設施、景點

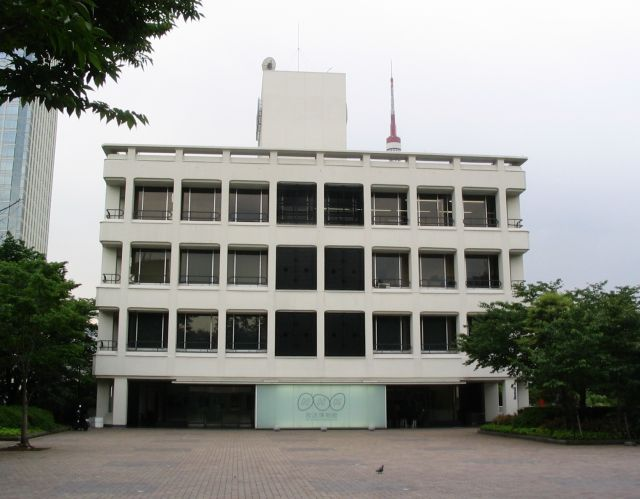
NHK放送博物館

愛宕一丁目
- 愛宕神社
- 愛宕山－東京23區最高峰
- 新橋愛宕山東急酒店（日语：東急ホテルズ）
- 金澤工業大學（日语：金沢工業大学）東京虎之門校區
- 牙買加大使館
- 愛宕東洋大廈

愛宕二丁目
- 愛宕綠丘
- NHK放送博物館
- 青松寺（日语：青松寺）
- PGM控股（日语：PGMホールディングス）

## 交通
- 都營巴士東98系統「愛宕山下」、「慈惠會醫大前」

## 備註
1. ↑  .   [2013-08-07]. （原始内容存档于2014-01-06）.
2. ↑  .   [2013-08-07]. （原始内容存档于2013-06-25）.